# Грумах, Эрнст
Эрнст Грумах (нем. Ernst Grumach; 7 ноября 1902, Тильзит — 5 октября 1967, Лондон) — немецкий филолог еврейского происхождения. Автор многочисленных публикаций, посвящённых проблемам классической филологии. Основатель научного журнала Kadmos. Находясь в годы нацизма в Германии, пережил Холокост.

## Биография
Эрнст Грумах родился в Тильзите (Восточная Пруссия) в 1902 году в еврейской семье. Изучал классическую филологию в Кёнигсбергском университете. Преподавательскую деятельность начал там же, в 1930 году. Защитил диссертацию на тему «Physis und Agathon in der alten Stoa» (издана в 1932 году, переиздана в 1967). В 1933 году с усилением нацизма в Германии, был уволен с занимаемой должности. Переехал в Берлин и читал лекции в Центре научного изучения иудаизма. Там же с 1937 года преподавал древнегреческий язык и латынь, пока в 1941 году Центр не был закрыт властями. В ноябре 1941 приговорён к принудительным работам в библиотеке РСХА. Пережил Холокост, существует мнение, что не был отправлен в лагерь смерти, потому что был женат на женщине нееврейского происхождения.
После войны описал годы своей работы библиотекарем при нацистском режиме, а также оставил свидетельства о конфискации и уничтожении еврейской литературы и частных еврейских библиотек.
Составил систематический каталог крито-минойской эпиграфики. Подготовил к изданию полное собрание трудов Аристотеля на немецком языке.
В 1962 году основал журнал Kadmos, на страницах которого выступал со статьями, посвященными изучению и дешифровке древних письменностей (Линейного письма А, Линейного письма Б, письменности Фестского диска и пр.). В апреле 1966 года на II Международном критологическом конгрессе в Хании выступил с содержательным докладом, посвящённом проблеме Фестского диска, существенно продвинув изучение этого памятника.
Скоропостижно скончался в 1967 году в Лондоне. Похоронен в Берлине.